# August Wenzliczke
August Wenzliczke, též August Wenzlitzke (29. srpna 1813 Brno – 17. března 1891 Brno), byl rakouský právník a politik německé národnosti z Moravy, v 2. polovině 19. století poslanec Říšské rady.

## Biografie
Profesí byl advokátem. V roce 1868 mu byl udělen Řád Františka Josefa. Patřil mezi vlivné představitele brněnských právníků a byl zapisovatelem brněnského spolku Deutscher Verein.
Do politiky se poprvé zapojil během revolučního roku 1848. Od roku 1848 do roku 1849 zasedal jako poslanec Moravského zemského sněmu. Nastoupil sem po zemských volbách roku 1848 za kurii městskou, obvod Brno. Uvádí se jako advokát.
Počátkem 60. let se díky obnově ústavního systému vlády do politiky vrátil. V zemských volbách roku 1861 byl zvolen na Moravský zemský sněm za kurii městskou, obvod Brno (III. okres). Mandát obhájil v zemských volbách v lednu 1867, nyní za kurii venkovských obcí, obvod Brno. Uspěl i v krátce poté vypsaných zemských volbách v březnu 1867, zemských volbách v roce 1870, obou zemských volbách roku 1871 i zemských volbách v roce 1878. Zastával funkci náměstka zemského hejtmana, tedy místopředsedy zemského sněmu. Patřil mezi německé liberály (liberálně a centralisticky orientovaná tzv. Ústavní strana).
Zemský sněm ho roku 1868 zvolil i do celostátního parlamentu, Říšské rady (tehdy ještě nepřímo volené zemskými sněmy). 17. října 1868 složil poslanecký slib. Do vídeňského parlamentu ho zemský sněm delegoval i roku 1870.
Zemřel v březnu 1891 v Brně.
Jeho synem byl právník a politik Fritz Wenzlitzke (1844–1889).